# 絹絲瀑布
絹絲瀑布位於台北市士林區陽明山國家公園境內，水量不大。
走菁山路101巷旁的絹絲瀑布步道或從擎天崗草原下切可通達，這條路是魚路古道南路的一段路，山豬湖水圳也在步道上。

## 交通

### 公共運輸
首都客運:小15(起迄:捷運劍潭站－擎天崗)絹絲瀑布站下車。
首都客運:303區間車經陽明山路線(起迄:捷運劍潭站－平等里)絹絲瀑布站下車。

## 圖片集

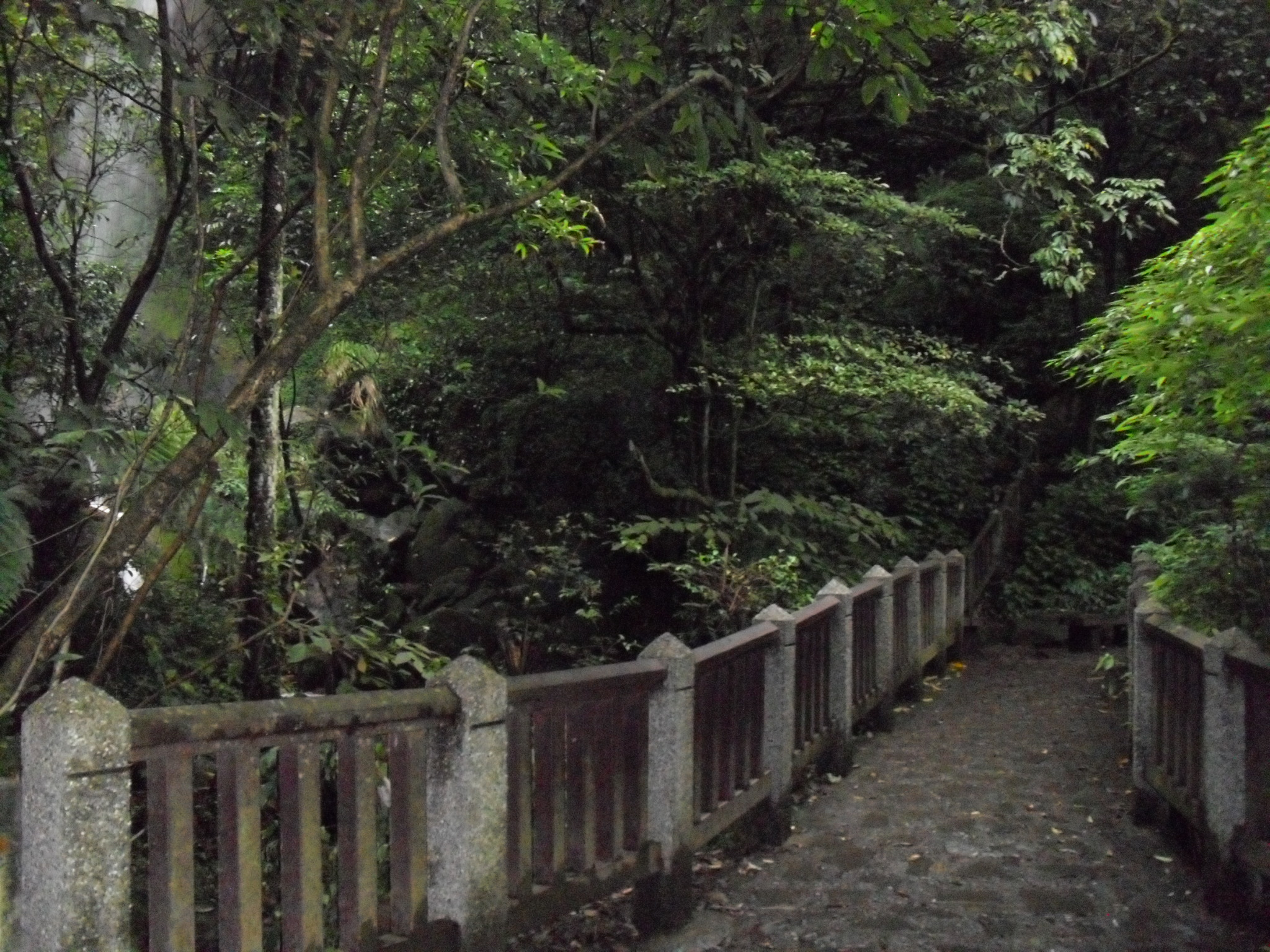
絹絲瀑布橋
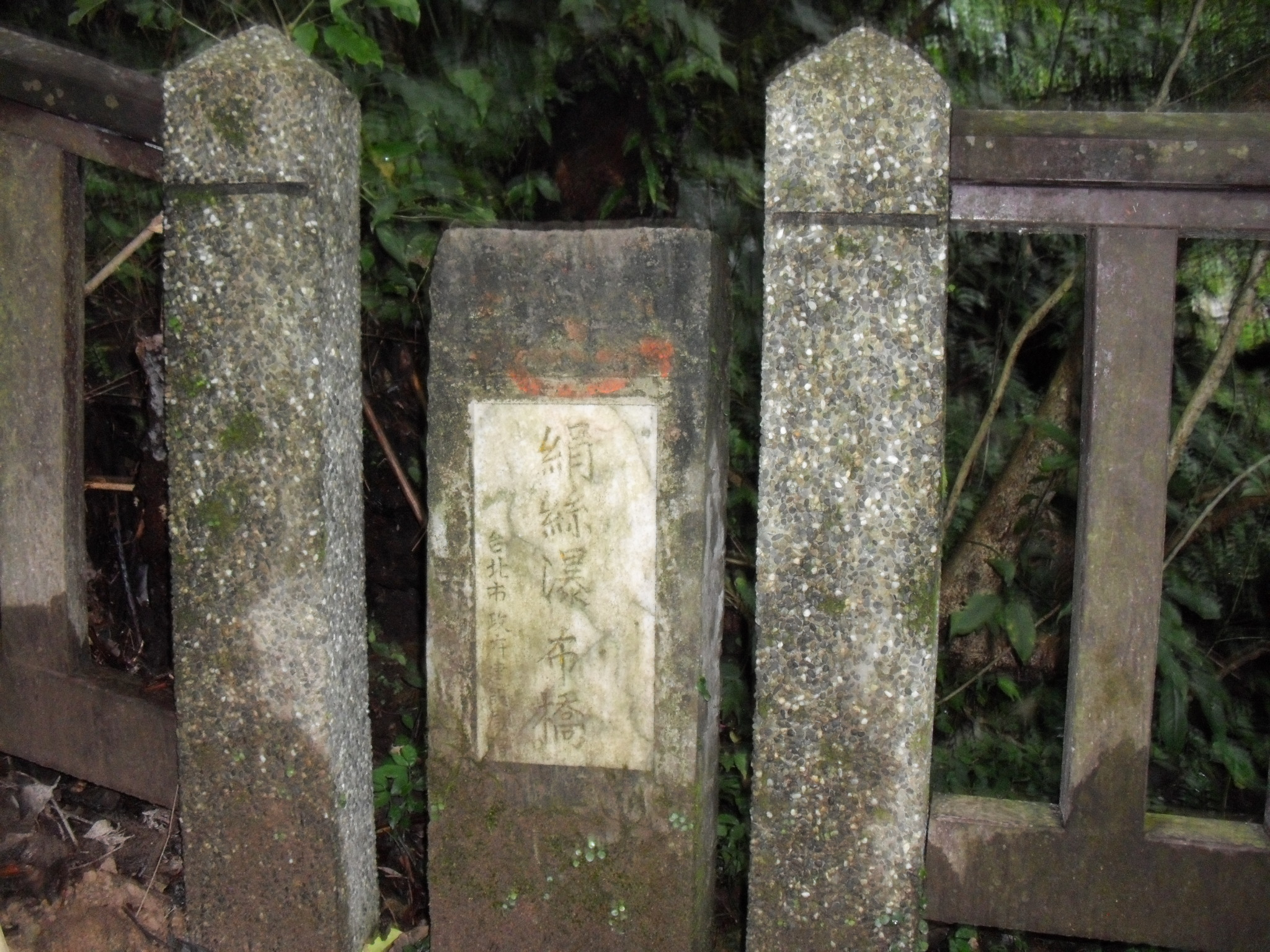
絹絲瀑布橋橋名牌